# Distretto di Kitasaku
Il distretto di Kitasaku (北佐久郡, Kitasaku-gun?) è uno dei distretti della prefettura di Nagano, in Giappone.
Attualmente fanno parte del distretto i comuni di Karuizawa, Miyota e Tateshina.
| Controllo di autorità | VIAF (EN) 159463622 · LCCN (EN) n82012021 · J9U (EN, HE) 987007552733105171 · NDL (EN, JA) 00518929 |